# Araucária (Paraná)
Araucária é um município brasileiro do estado do Paraná. Sua população, conforme estimativas do IBGE de 2021, era de 151 666 habitantes.
Padroeiro(a) Nossa Senhora dos Remédios.

## Etimologia
De origem geográfica, constitui-se em referência à enorme reserva de mata nativa existente ao tempo da povoação do município. Esta mata, composta de espécimes da espécie Araucaria angustifolia, ou pinheiro-do-paraná, é comum nas zonas mais frias.

## História
As primeiras movimentações do homem branco no atual município de Araucária, remontam ao ano de 1668, período em que Domingos Rodrigues da Cunha recebeu uma sesmaria, doada pelo Capitão Povoador, Gabriel de Lara, o homem forte do Paraná daquele período.
Outras sesmarias foram doadas a seus filhos Luíz e Garcia Rodrigues Velho,  e situavam-se na Passagem de Apiaúna, fazendo divisas com o Rio Iguaçu, que naquela época recebia a denominação de Rio Grande de Curitiba.
Estas famílias iniciaram roçadas, lançaram as primeiras sementes e o lugar passou a ser ponto de referência. Alguns anos após desenvolveu-se um povoado que recebeu a denominação de Tindiquera. A ocupação foi relativamente rápida e ali se estabeleceram o cirurgião Paschoal Fernandes Leite, capitão Manoel Picam de Carvalho e muitos outros.
A origem histórica de Tindiquera, de onde provém o município de Araucária, merece um capítulo à parte na historiografia paranaense, pela sua riqueza. Consta que residia na pequena Vila de Nossa Senhora da Luz dos Pinhais, mais tarde Curitiba, a numerosa família dos Maia, de homens valentes e impetuosos e que mantinham relações conturbadas com as autoridades e outros povoadores do lugar. Os seguidos incidentes deram-lhes a condição de personas non gratas na incipiente Curitiba, chegando ao ponto de serem obrigados a se afastar da vila e a refugiarem-se em lugar distante, a fim de evitar a ação da justiça, que os perseguia, assim como a vingança do povo. O local escolhido pela numerosa família Maia foi exatamente o povoado de Tindiquera, situado às margens do Iguaçu e bem em cima de uma antiga aldeia indígena.

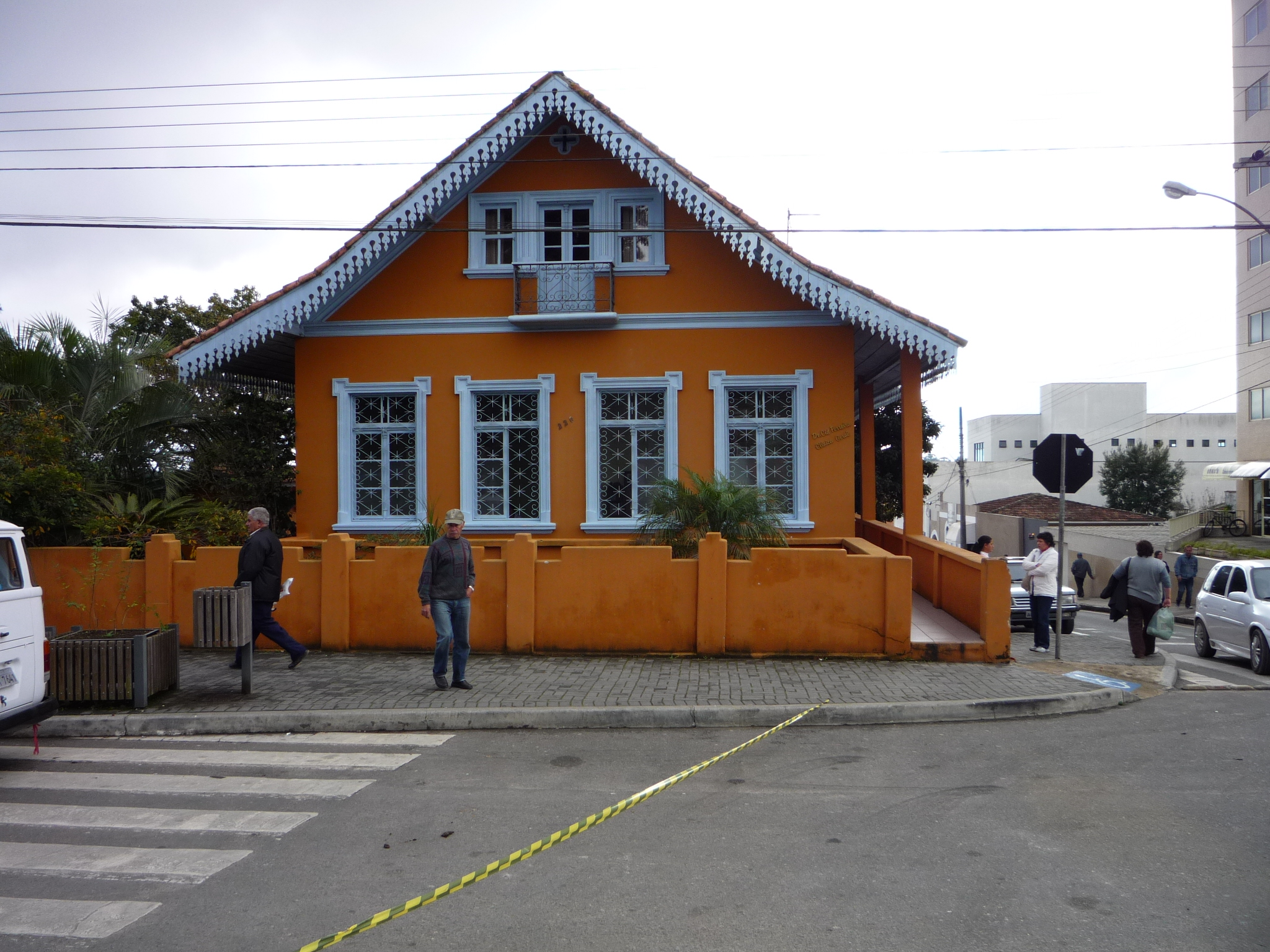
Típica casa antiga preservada em Araucária.

Em 1876 a região recebeu forte fluxo imigratório de russos, poloneses e alemães, que numa ação conjunta deram progresso ao lugar através da Colônia Thomaz Coelho.
O advento da República encorajou a comunidade a elaborar um abaixo-assinado, que foi devidamente encaminhado ao governo do estado, através do deputado Victor Ferreira do Amaral.
Em 11 de fevereiro de 1890, pelo Decreto Estadual nº 40, sancionado pelo governador José Marques Guimarães, foi criado o município, com território desmembrado dos municípios de Curitiba e São José dos Pinhais, e com denominação alterada para Araucária A instalação oficial deu-se no dia 1 de março de 1890. O primeiro prefeito eleito do município foi Manuel Gonçalves Ferreira.[carece de fontes?]
Pela Lei nº 1.055, de 5 de abril de 1911, foi criado o Têrmo Judiciário de Araucária, cuja instalação foi em 4 de junho de 1911. Em 19 de abril de 1919, através da Lei nº 1.908 foi elevado à categoria de Comarca, e a instalação foi feito por Estanislau Cardoso no dia 14 de maio do mesmo ano. Através do Decreto-Lei nº 93, de 14 de setembro de 1948, voltou à categoria de Têrmo Judiciário, e em 25 de janeiro de 1949 foi elevado novamente à categoria de Comarca, desta vez tendo sido instalada por Luiz de Albuquerque Maranhão Júnior.

## Geografia
A região de Araucária contém quatro bacias hidrográficas: Rio Iguaçu, Rio Passaúna, Rio Barigüi e Rio Cachoeira. Abriga também, na divisa com os municípios de Curitiba e Campo Largo a represa do Rio Passaúna, que abastece de água a região da capital paranaense.

### Clima
Araucária encontra-se numa região de clima subtropical quente-temperado, alternando de invernos frios com ocorrência de geadas à verões frescos. Há maior precipitação no mês de janeiro e menor no mês de agosto. Todo o período é úmido. A umidade relativa do ar situa-se na faixa dos 80%. A temperatura média anual é de 16 ºC, variando entre 27 ºC em fevereiro e 8 ºC em julho.

### Divisão territorial
Como Araucária é um município bastante extenso territorialmente, está dividido em bairros grandes e estes divididos em loteamentos. A área urbana representa cerca de um terço do território municipal. Os bairros localizados na área urbana são: Centro, Iguaçu, Fazenda Velha, Campina da Barra, Tindiquera, Barigui, Porto das Laranjeiras, Boqueirão, Sabiá, Capela Velha, Chapada, Vila Nova, Estação, Costeira, Cachoeira, Passaúna, São Miguel (parcialmente rural) e Thomaz Coelho.
Na zona rural estão localizados: Bela Vista, Colônia Melado, Mato Dentro, Boa Vista, Espigão Alto, Onças, Botiatuva, Faxinal, Palmital, Campestre, Faxinal do Tanque, Ponzal Campinas das Palmeiras, Fazendinha, Rio Abaixinho, Campina das Pedras, Formigueiro, Rio Abaixo, Campina dos Martins, Fundo do Campo, Rio Verde Abaixo, Campo  Redondo,	Guajuvira de Cima, Rio Verde Acima, Campo Tomáz, Ipiranga, Roça Nova, Camundá, Lagoa Grande, Roça Velha, Capinzal, Lagoa Suja, São Sebastião, Capoeira Grande, Lavra, Taquarova, Colônia Cristina, Mato Branco, Tietê e Guajuvira (distrito com status de sub-prefeitura).

## Economia
A exploração comercial da madeira iniciou-se na Freguesia do Iguassú a partir do século XIX, até a década de 1930, quando entra em crise pela devastação das reservas. Os moradores de Araucária ainda se dedicaram à exploração da erva-mate até a década de 1940, quando houve o declínio das exportações para a Argentina, que se tornou auto-suficiente. O crescimento econômico da região proporcionou a abertura de mercado para outras atividades geradoras de emprego para a população como olarias, cerâmicas, moinhos, fábricas de palhões, de massa de tomate, de caixas de madeira, de linho, de fósforo, de balas, de bolachas e torrefação de café.
Em 1972, com a instalação da Refinaria Presidente Getúlio Vargas e em 1973 com a criação do CIAR (Centro Industrial de Araucária), ocorreu um crescimento bastante acentuado e uma inversão no quadro populacional, econômico e social do Município, em que a população urbana passou a superar a rural com a vinda de um contingente populacional de vários pontos do país e a economia que se baseava na agricultura e pecuária passou a ser predominantemente industrial/urbana. A partir da década de 1970, ocorreu uma acentuada industrialização da cidade, totalizando o segundo maior parque fabril do estado, apenas atrás da capital. Dentre as  indústrias instaladas na cidade é possível destacar: FAFEN-PR, CSN Paraná, Siderúrgica Guaíra (Gerdau), Berneck, Cocelpa, Imcopa, Tri-Sure, Hübner Auto Linea, AAM do Brasil, Filtros Mil, Dyno do Brasil, Adesi, Gonvari do Brasil, Haus Technology, Trane e Novozymes.
Os principais cultivos da agronomia da cidade atualmente são cultivos de milho, feijão, batata, repolho, cebola, hortaliças em geral, soja, pêssego e ameixa.

## População

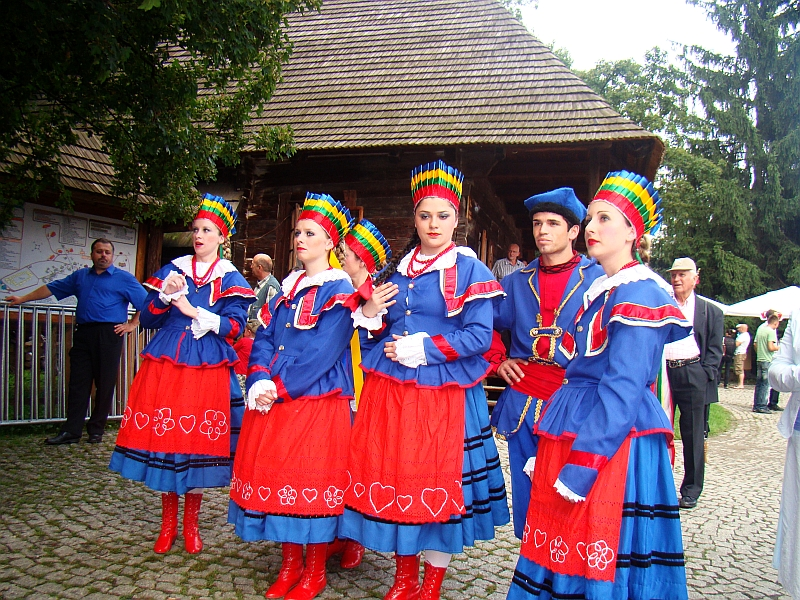
Grupo Folclórico Polonês de Araucária.

A população atual é formada por descendentes dos primeiros habitantes da região (luso-brasileiros, índios e negros) e de imigrantes poloneses, italianos, ucranianos, sírios, libaneses, alemães, japoneses e por ainda por migrantes vindos de outras regiões do Paraná e do Brasil atraídos pela industrialização, a partir da década de 1970.
Com a implantação da REPAR, da Petrobrás, na década de 1970, a cidade começou a sofrer influências do desenvolvimento industrial, servindo de sede a novas indústrias, com geração de empregos e o deslocamento de trabalhadores da área rural para a urbana. Adapta-se ao processo de industrialização, mantendo suas características agrícolas, o que a torna um importante polo agro-industrial.
| Etnias   |        |
| -------- | ------ |
| Branca   | 61,92% |
| Parda    | 32,96% |
| Negra    | 4,18%  |
| Amarela  | 0,21%  |
| Indigena | 0,73%  |

Fonte: Instituto Paranaense de Desenvolvimento Econômico e Social (2010).

## Localização e acesso

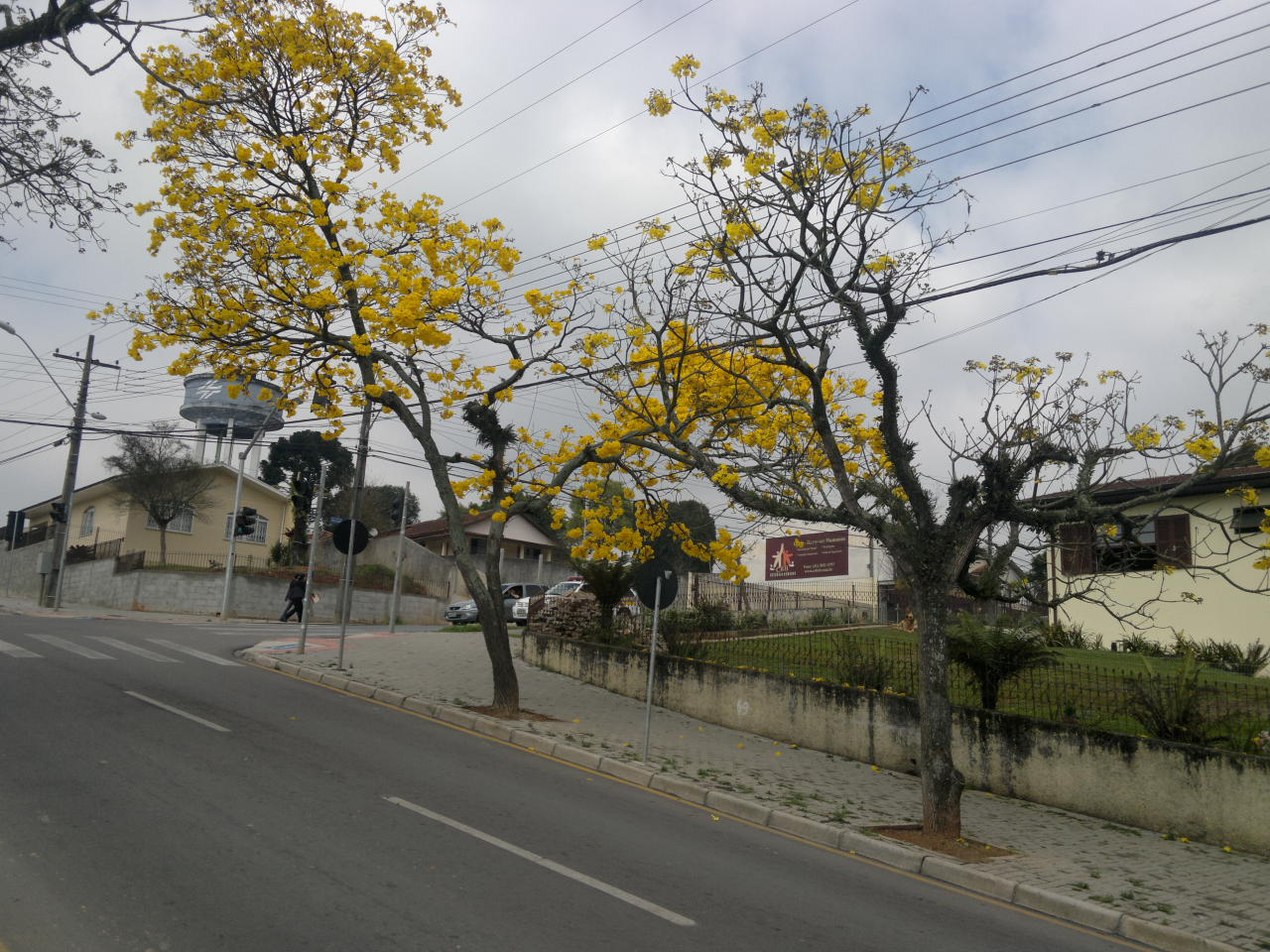
Ipês utilizados na arborização das vias públicas.

Integrado à Região Metropolitana de Curitiba, no primeiro planalto paranaense, ocupa uma área de 460,85 km², situa-se à 857 m do nível do mar. Situada às margens do Rio Iguaçu, é cortada pela BR-476, a Rodovia do Xisto, via de interligação da Região Sudoeste do País. Está a 27 km do centro de Curitiba. Outras rodovias que passam nesta cidade são a PR-423 (sentido Campo Largo (ligação com a BR-277) e PR-421.
O município de Araucária também é cortado por uma ferrovia, a Variante Pinhais-Engenheiro Bley da antiga Rede Ferroviária Federal, atualmente concedida ao transporte de cargas pela Rumo Logística. A ferrovia faz parte do Tronco Principal Sul da antiga RFFSA.

## Turismo

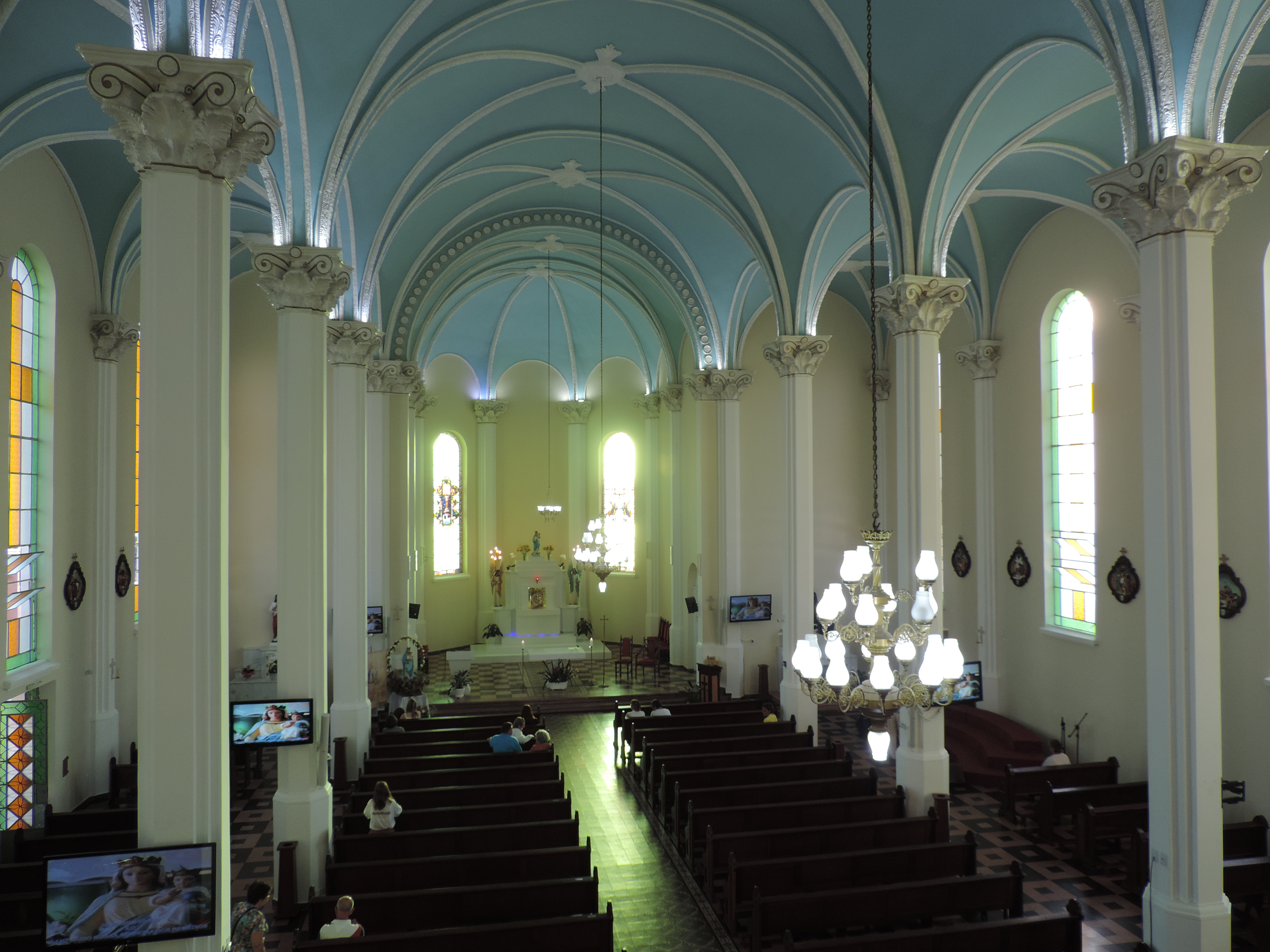
Santuário Nossa Senhora dos Remédios, no centro de Araucária.

### Museu Tingüi-Cuera
Localizado no Parque Cachoeira, o Museu tem o seu nome em homenagem aos índios Tingüis que habitaram a região de Araucária, já conhecida como Tindiqüera na época do descobrimento do Brasil. Foi inaugurado em 11 de fevereiro de 1980 no prédio da extinta da Companhia São Patrício onde funcionou até 1982, quando foi transferido para o prédio que abrigou a antiga Fábrica de Massa de Tomate Torres, de 1943 até 1965, de propriedade de Archelau de Almeida Torres. O Museu conta com acervo de aproximadamente 600 peças datadas a partir do século XIX, que contam a história do cotidiano de vida e de trabalho da população. O Museu possui seis salas de exposição, sendo três delas reservadas para exposições temporárias e três para exposições de longa duração e reserva técnica. O Museu abriga também o Auditório Júlio Grabowski com uma área aproximada de 100m². Visitas monitoradas podem ser agendadas por meio do setor educativo.

### Roteiro de Turismo Rural
É possível fazer passeios orientados por propriedades rurais familiares, onde são oferecidos diversos produtos à venda, tais como doces e licores, frutas, flores e artesanato, além de café colonial típico polonês. O ônibus sai todos os sábados.

### Parque Cachoeira

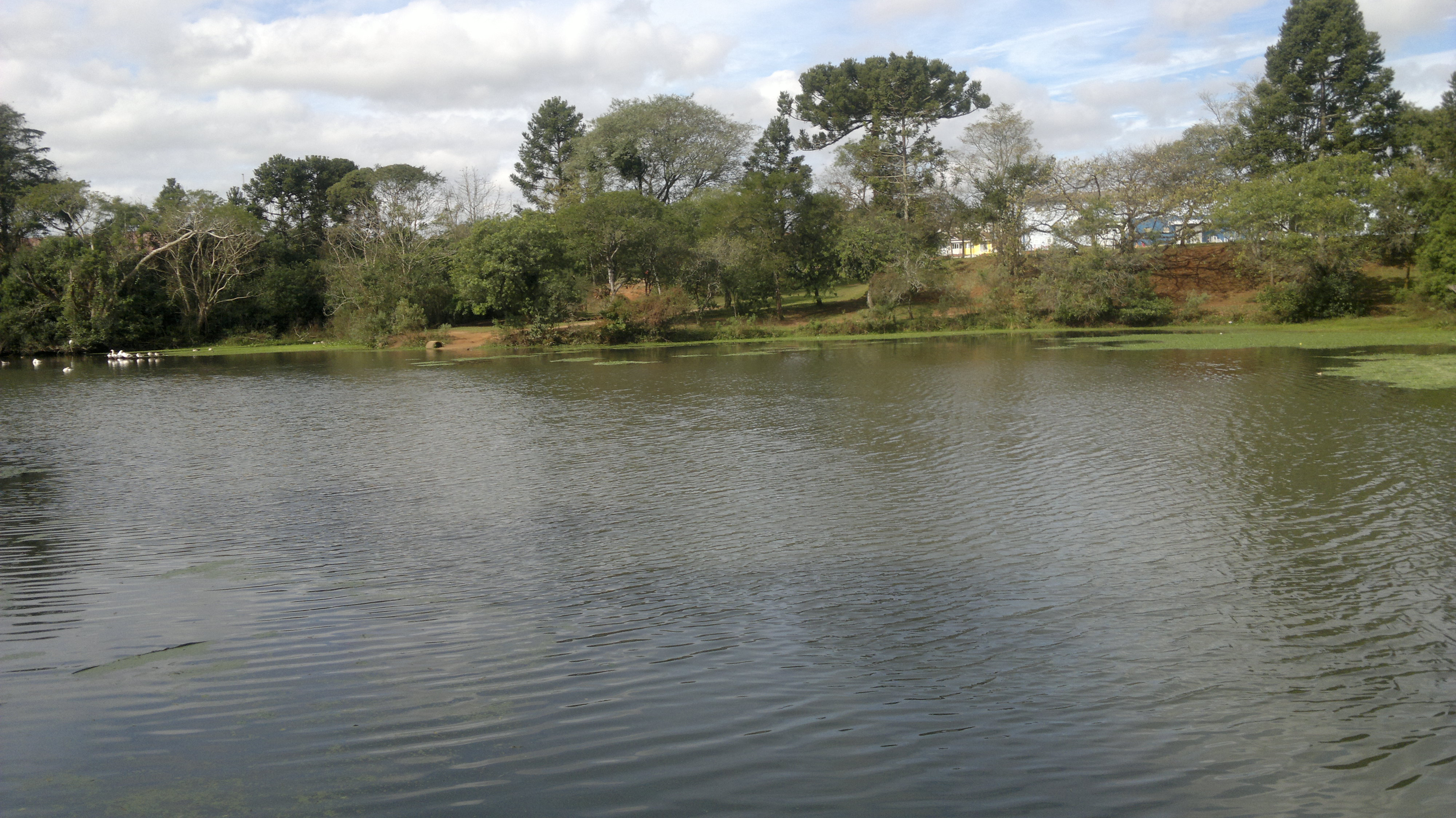
Vista parcial do Parque Cachoeira.

O Parque Cachoeira abriga o Museu Tingüi-Cuera, museu este de característica regionalista. Aberta a visitação também está a Aldeia da Solidariedade, onde estão casas de troncos falquejados, encaixados, feitas de troncos de pinheiros, construídas pelos primeiros imigrantes poloneses lembrando a arquitetura da terra natal. Há também uma capela, chiqueiro, paiol e picador de palha, bem como um centro poliesportivo e uma grande área verde e de fundo de vale, bem próximo ao centro da cidade.
O Parque Cachoeira também é famoso pelas festas realizadas em suas dependências, sendo a mais popular e conhecida na região a Festa do Pêssego, do ovo e do ramil, que atraiu em 2007 mais de 50 mil pessoas, realizada no mês de dezembro.[carece de fontes?]

## Patrimônio cultural
A cidade conta com a Casa do Cavalo Baio, uma edificação tombado como patrimônio 26 de dezembro de 1978 pela Secretária de Cultura do Estado do Paraná. O imóvel, que é uma propriedade particular, é a primeira construção em alvenaria da cidade.

## Cidades irmãs
- Breslávia, Baixa Silésia

## Esporte
A cidade possuiu um clube de futebol, o Araucária Futebol Clube, atualmente disputa a terceira divisão do Campeonato Paranaense de Futebol.[carece de fontes?]